# Lachapelle-sous-Aubenas
Lachapelle-sous-Aubenas (en occitan : La Chapela) est une commune française, située dans le département de l'Ardèche en région Auvergne-Rhône-Alpes. Les habitants sont les Chapelluds et Chapelludes.

## Géographie

### Localisation

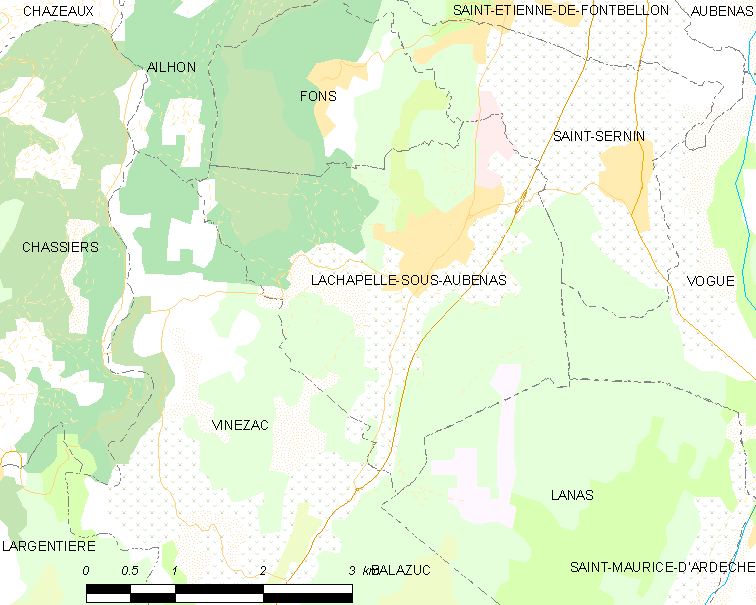

Située dans la partie méridionale du département de l'Ardèche, Lachapelle-sous-Aubenas est un petit village à l'aspect essentiellement rural. Elle est une commune adhérente de la communauté de communes du Bassin d'Aubenas.
Lachapelle-sous-Aubenas est limitrophe de six communes, toutes situées dans le département de l'Ardèche et réparties géographiquement de la manière suivante :
| Ailhon  | Fons                    | Saint-Sernin |
|         | Lachapelle-sous-Aubenas | Vogüé        |
| Vinezac |                         | Lanas        |

### Climat
Pour des articles plus généraux, voir Climat d'Auvergne-Rhône-Alpes et Climat de l'Ardèche.
En 2010, le climat de la commune est de type climat méditerranéen altéré, selon une étude du CNRS s'appuyant sur une série de données couvrant la période 1971-2000. En 2020, Météo-France publie une typologie des climats de la France métropolitaine dans laquelle la commune est exposée à un climat de montagne ou de marges de montagne et est dans la région climatique Provence, Languedoc-Roussillon, caractérisée par une pluviométrie faible en été, un très bon ensoleillement (2 600 h/an), un été chaud (21,5 °C), un air très sec en été, sec en toutes saisons, des vents forts (fréquence de 40 à 50 % de vents > 5 m/s) et peu de brouillards.
Pour la période 1971-2000, la température annuelle moyenne est de 12,7 °C, avec une amplitude thermique annuelle de 17,5 °C. Le cumul annuel moyen de précipitations est de 1 040 mm, avec 7,3 jours de précipitations en janvier et 4,5 jours en juillet. Pour la période 1991-2020, la température moyenne annuelle observée sur la station météorologique de Météo-France la plus proche, « Lanas Syn », sur la commune de Lanas à 5 km à vol d'oiseau, est de 13,7 °C et le cumul annuel moyen de précipitations est de 1 066,6 mm,. Pour l'avenir, les paramètres climatiques de la commune estimés pour 2050 selon différents scénarios d'émission de gaz à effet de serre sont consultables sur un site dédié publié par Météo-France en novembre 2022.

### Hydrographie
Trois ruisseaux sont présents sur la commune. Le ruisseau de Devers, prend sa source sur la commune et la parcourt sur 1,1 km avant de se jeter dans le ruisseau du Trésor qui longe la commune au nord-est,. Le ruisseau des Alobres prend sa source sur la commune et se jette dans la Lande à Uzer après 6,7 km.

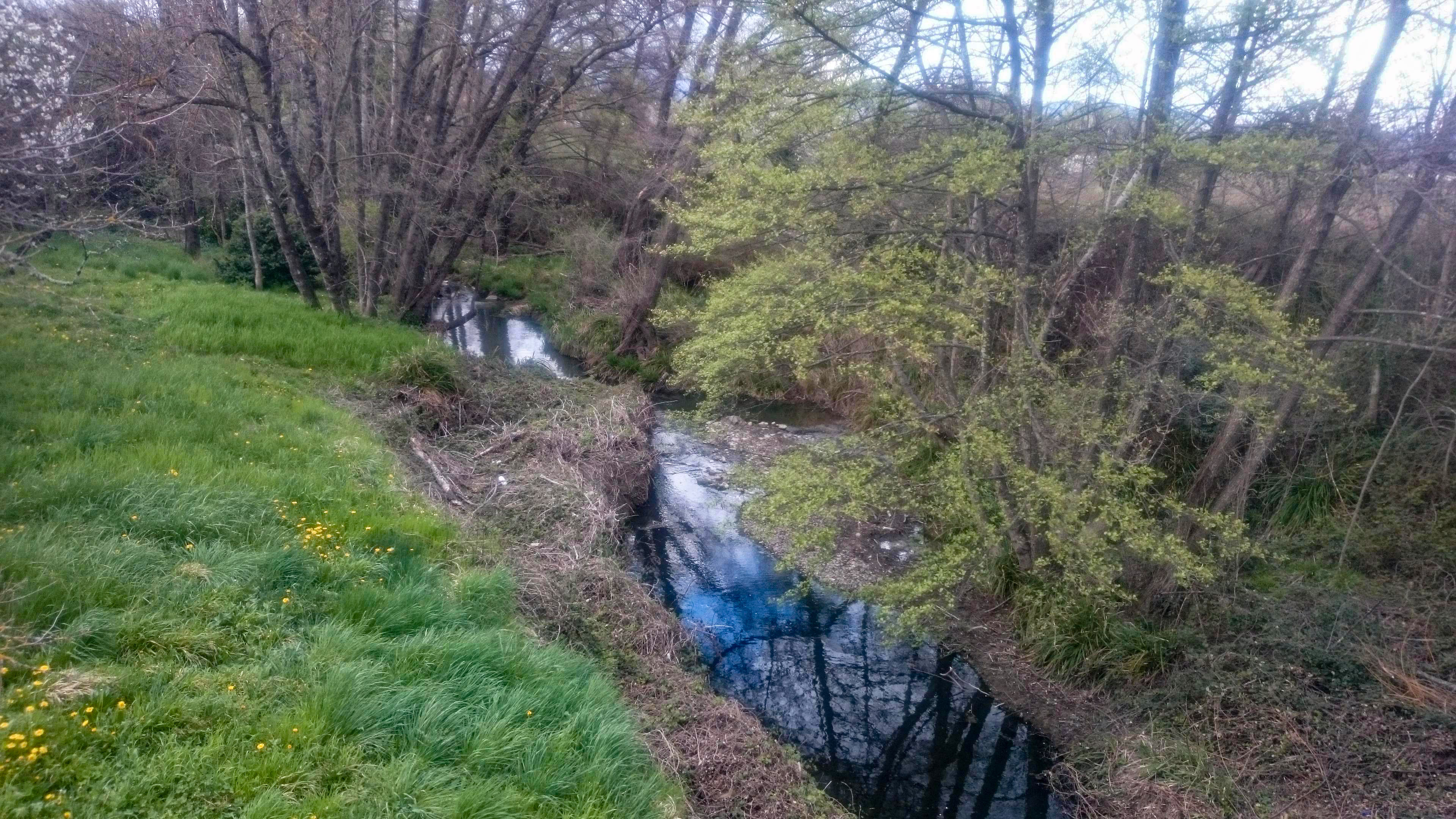
Le ruisseau de Devers après une averse, en avril 2023

## Urbanisme

### Typologie
Au 1er janvier 2024, Lachapelle-sous-Aubenas est catégorisée commune rurale à habitat dispersé, selon la nouvelle grille communale de densité à 7 niveaux définie par l'Insee en 2022.
Elle appartient à l'unité urbaine d'Aubenas, une agglomération intra-départementale dont elle est une commune de la banlieue,. Par ailleurs la commune fait partie de l'aire d'attraction d'Aubenas, dont elle est une commune de la couronne,. Cette aire, qui regroupe 68 communes, est catégorisée dans les aires de 50 000 à moins de 200 000 habitants,.

### Occupation des sols
L'occupation des sols de la commune, telle qu'elle ressort de la base de données européenne d’occupation biophysique des sols Corine Land Cover (CLC), est marquée par l'importance des forêts et milieux semi-naturels (61 % en 2018), en diminution par rapport à 1990 (62,9 %). La répartition détaillée en 2018 est la suivante : 
milieux à végétation arbustive et/ou herbacée (45,8 %), forêts (15,2 %), zones urbanisées (14,9 %), cultures permanentes (12,5 %), zones agricoles hétérogènes (6,5 %), zones industrielles ou commerciales et réseaux de communication (3,9 %), espaces verts artificialisés, non agricoles (1,2 %).
L'évolution de l’occupation des sols de la commune et de ses infrastructures peut être observée sur les différentes représentations cartographiques du territoire : la carte de Cassini (XVIIIe siècle), la carte d'état-major (1820-1866) et les cartes ou photos aériennes de l'IGN pour la période actuelle (1950 à aujourd'hui).

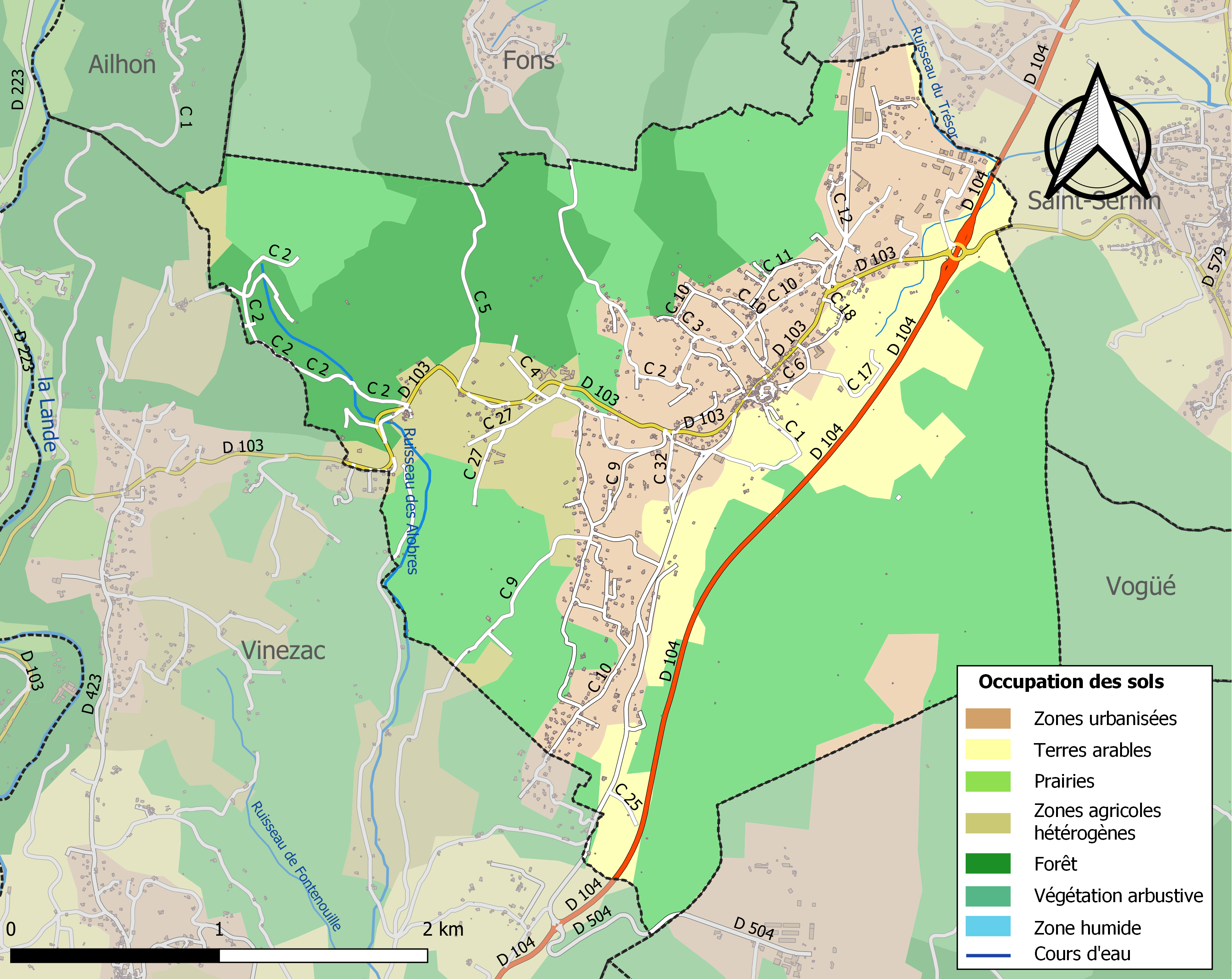
Carte des infrastructures et de l'occupation des sols de la commune en 2018 (CLC).

### Voies de communication
Lachapelle-sous-Aubenas est traversée par la D 104, l'ancienne RN 104 qui permet de relier Aubenas à Alès.

## Histoire
- La Révolte de Roure : Anthoine du Roure, ancien militaire de l'armée royale, petit noble et propriétaire terrien, se trouve contre son gré à la tête d'une insurrection antifiscale. À la fin de 1669 des troubles éclatent à Aubenas, un agent du fisc est tué, les paysans se soulèvent et élisent pour chef Anthoine du Roure.

Celui-ci espérait peut-être réussir à plaider leur cause à Versailles, mais après la prise d'Aubenas par les insurgés, il est contraint à l'affrontement.
Battu, il est pris, jugé et roué à Montpellier le 26 octobre 1670.
Sa famille qui résidait à Lachapelle-sous-Aubenas est bannie et privée de ses biens .
Le clocher de l'église perdit sa flèche qui ne fut jamais rétablie.

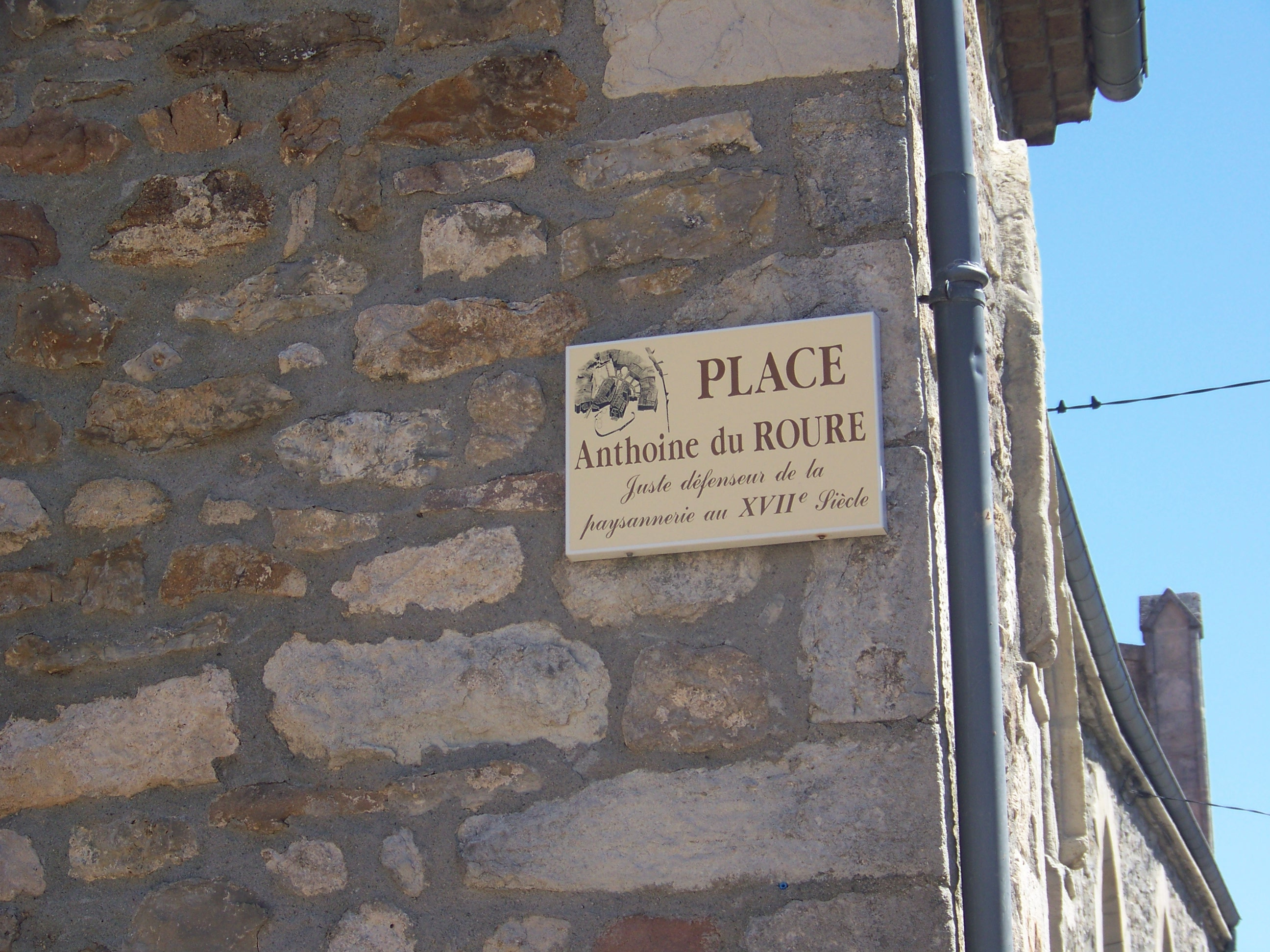
Plaque commémorative.
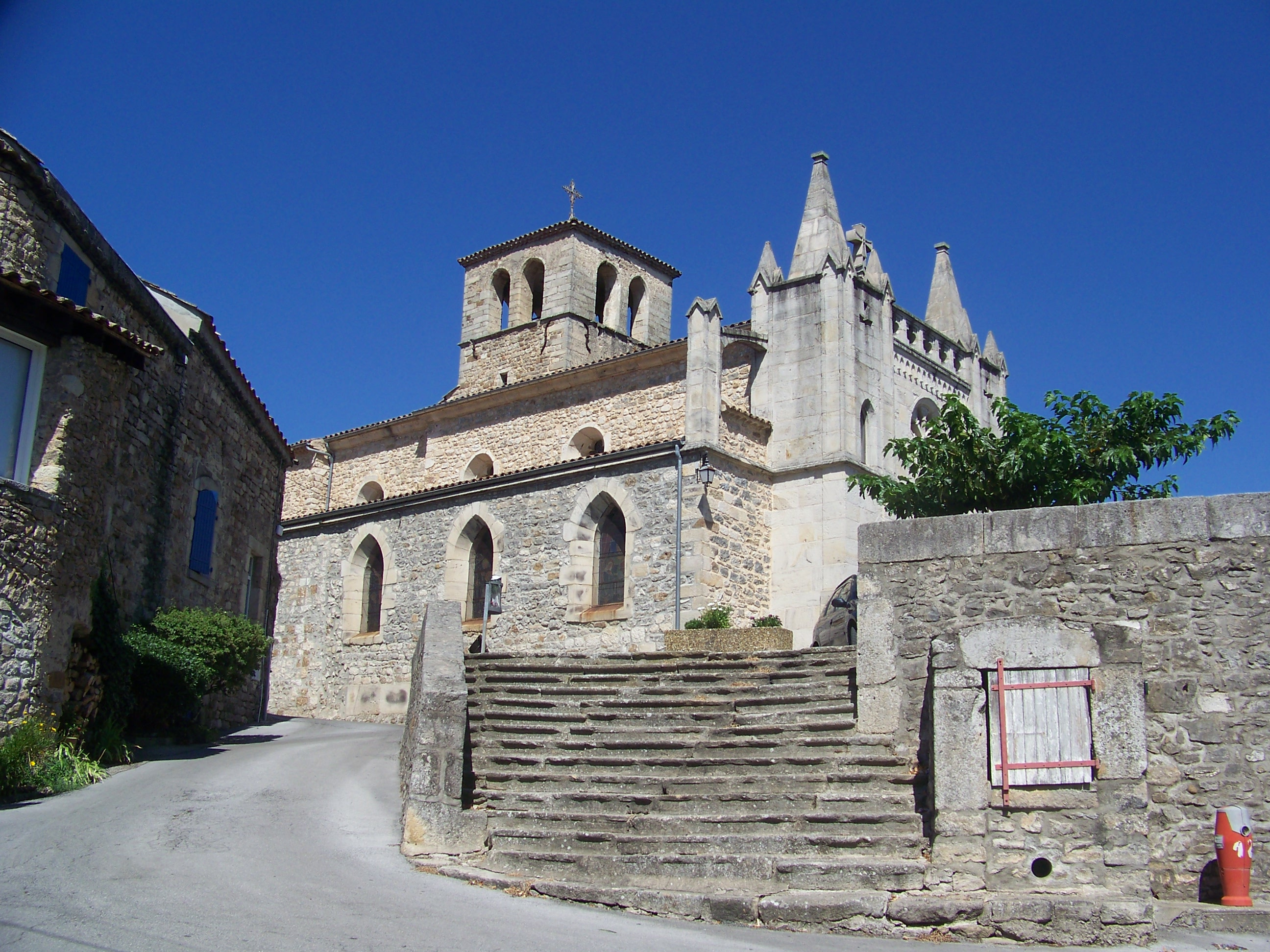
L'église.
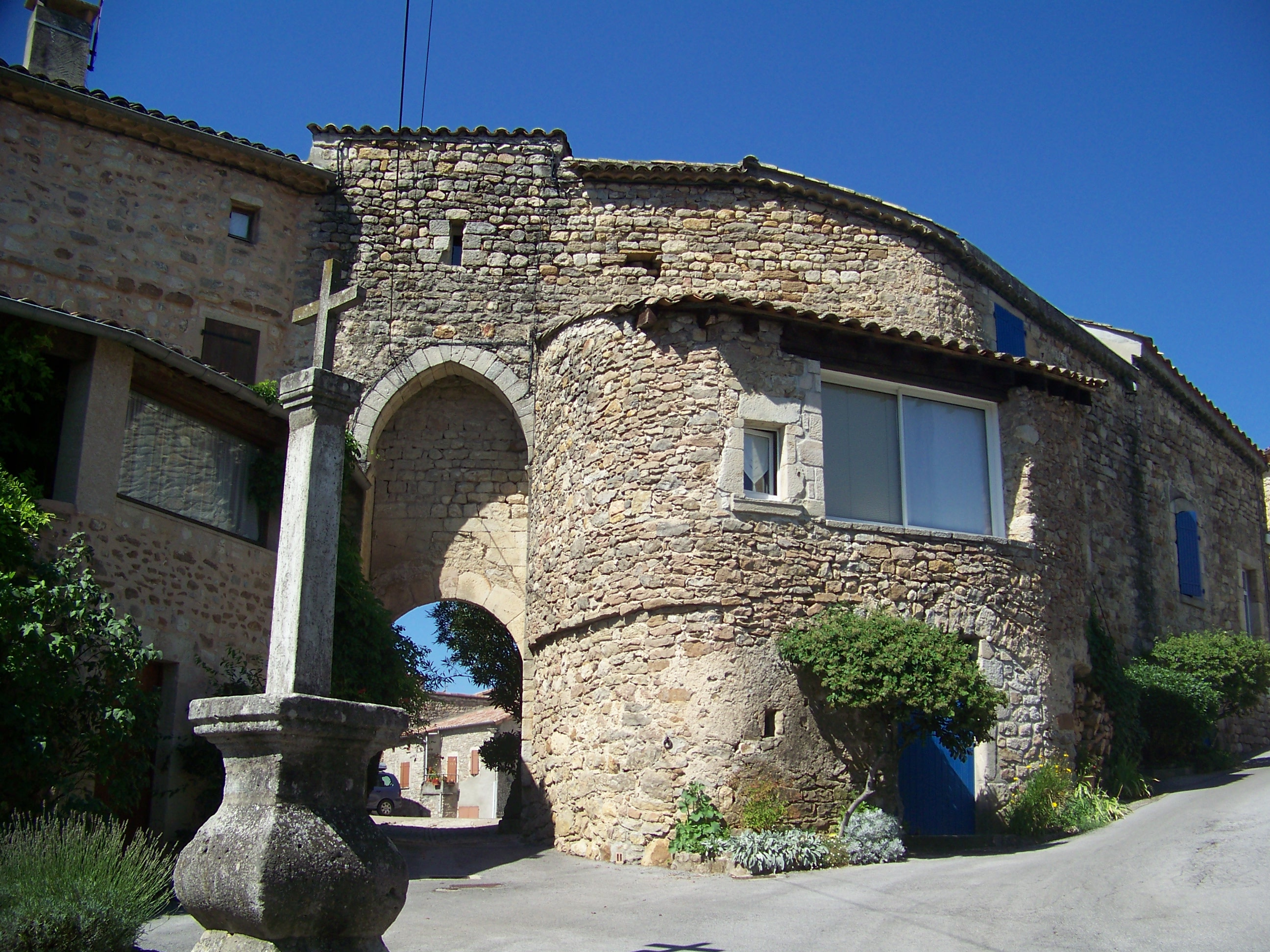
Porte fortifiée.
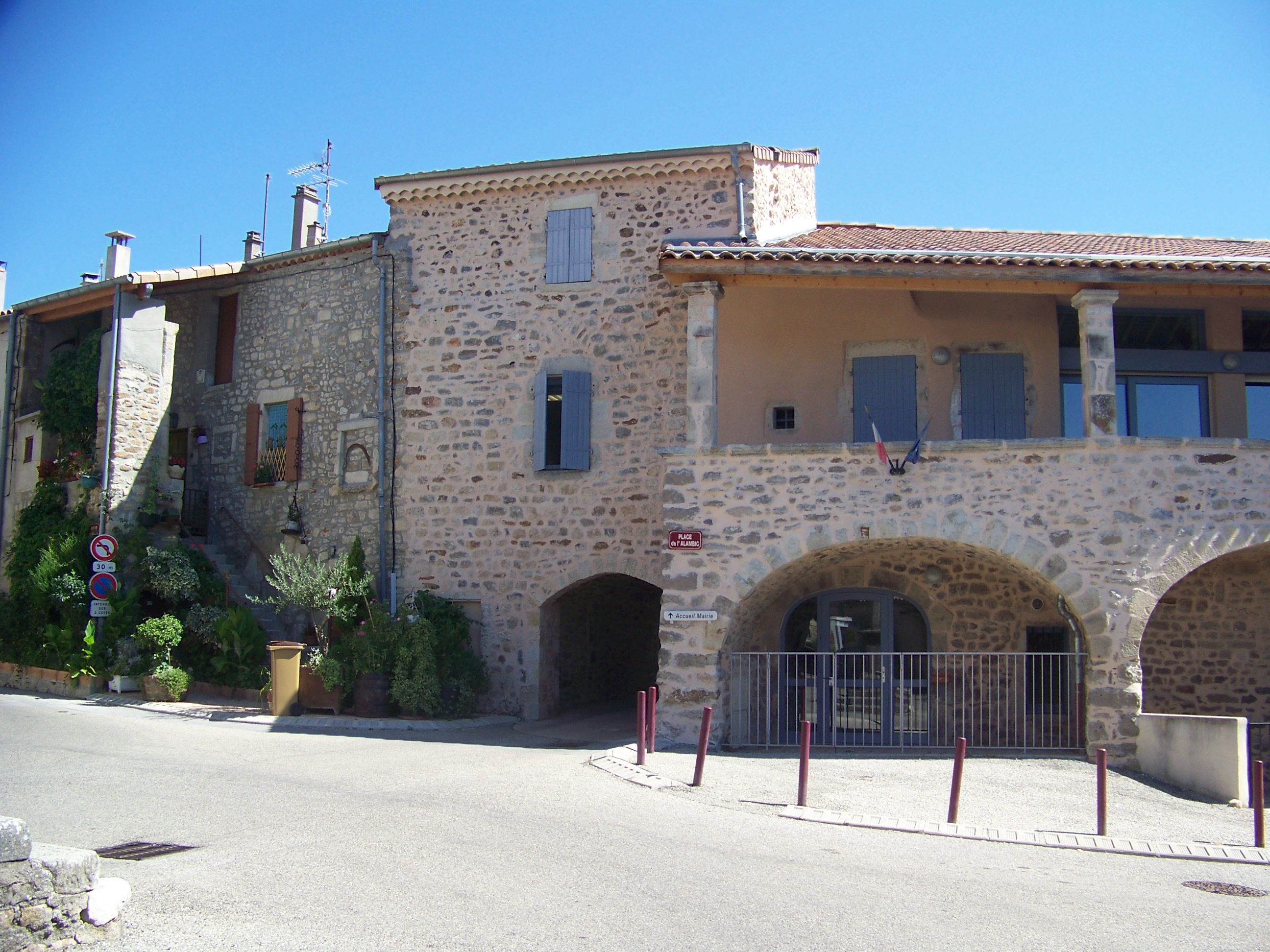
Remparts.

## Politique et administration

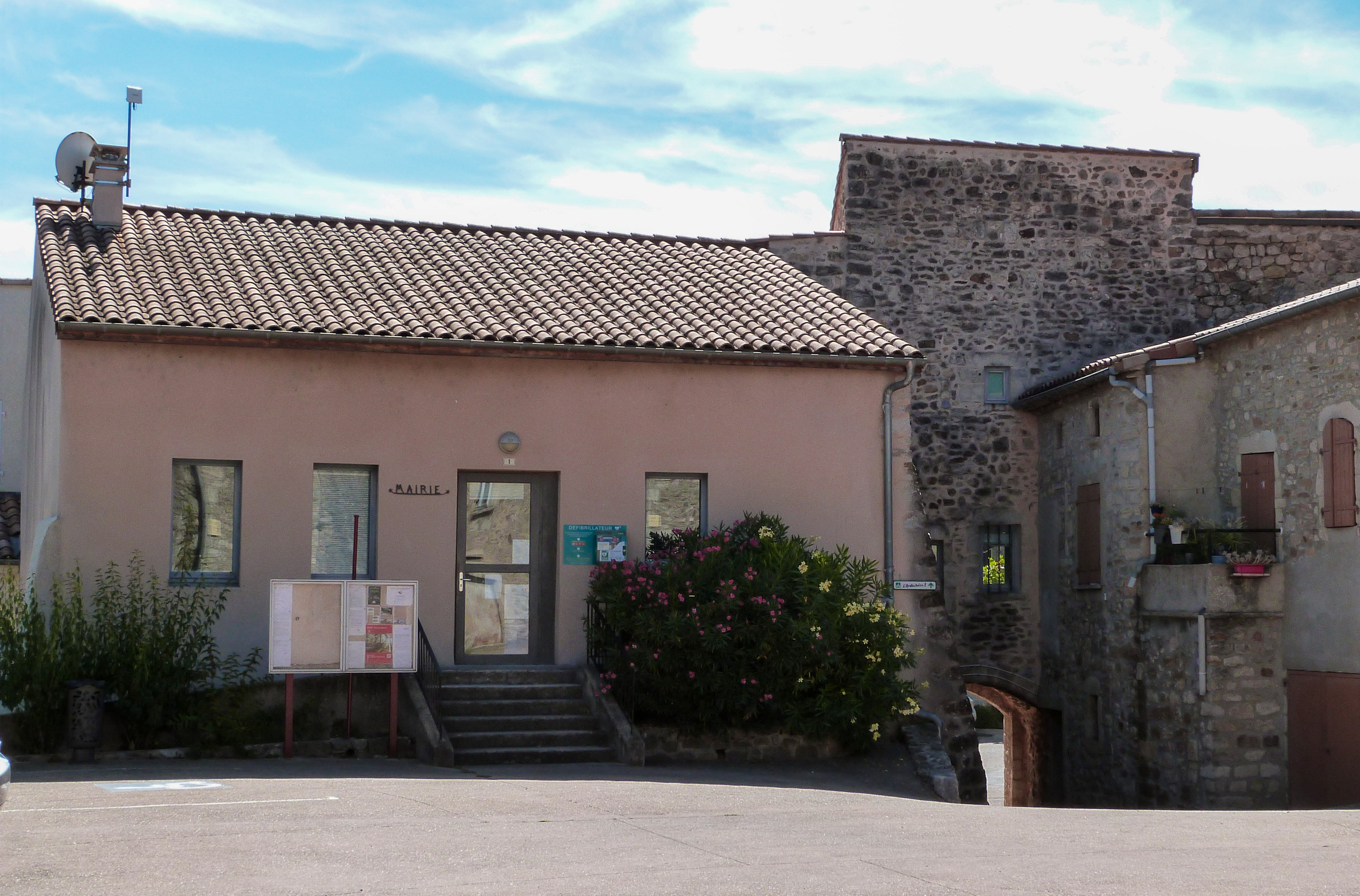
Mairie du village en août 2023.

### Liste des maires
| Période                                  | Période                    | Identité             | Étiquette | Qualité |
| ---------------------------------------- | -------------------------- | -------------------- | --------- | --- |
| Les données manquantes sont à compléter. |                            |                      |           | |
| mars 1983                                | 1986 (démission)           | Jean Roux            | RPR       | Métreur |
| 1986                                     | mars 1989                  | Marie-Thérèse Robert | RPR       | Retraitée |
| mars 1989                                | janvier 1999 (démission)   | Roland Chambon       | DVG       | Professeur |
| janvier 1999                             | mars 2008                  | Roger Gimbert        | DVG       | Instituteur Président de la Communauté de Communes du Vinobre                                                                              |
| mars 2008                                | 23 mai 2020                | Roland Chambon       | DVG       | Retraité de la Fonction publique |
| 23 mai 2020                              | En cours (au 14 juin 2020) | Sandrine Genest      | DVD       | Directrice de crèche Conseillère régionale (2015-2021), conseillère départementale (depuis 2021) Suppléante du sénateur LR Mathieu Darnaud |

## Population et société

### Démographie
L'évolution du nombre d'habitants est connue à travers les recensements de la population effectués dans la commune depuis 1793. Pour les communes de moins de 10 000 habitants, une enquête de recensement portant sur toute la population est réalisée tous les cinq ans, les populations de référence des années intermédiaires étant quant à elles estimées par interpolation ou extrapolation. Pour la commune, le premier recensement exhaustif entrant dans le cadre du nouveau dispositif a été réalisé en 2007.

En 2022, la commune comptait 1 840 habitants, en évolution de +16,31 % par rapport à 2016 (Ardèche : +2,48 %, France hors Mayotte : +2,11 %).
| 1793 | 1800 | 1806 | 1821 | 1831 | 1836 | 1841 | 1846 | 1851 |
| ---- | ---- | ---- | ---- | ---- | ---- | ---- | ---- | ---- |
| 416  | 466  | 548  | 560  | 646  | 696  | 750  | 802  | 819  |

| 1856 | 1861 | 1866 | 1872 | 1876 | 1881 | 1886 | 1891 | 1896 |
| ---- | ---- | ---- | ---- | ---- | ---- | ---- | ---- | ---- |
| 773  | 787  | 838  | 849  | 910  | 752  | 729  | 720  | 754  |

| 1901 | 1906 | 1911 | 1921 | 1926 | 1931 | 1936 | 1946 | 1954 |
| ---- | ---- | ---- | ---- | ---- | ---- | ---- | ---- | ---- |
| 673  | 648  | 612  | 515  | 504  | 471  | 436  | 397  | 411  |

| 1962 | 1968 | 1975 | 1982 | 1990  | 1999  | 2006  | 2007  | 2012  |
| ---- | ---- | ---- | ---- | ----- | ----- | ----- | ----- | ----- |
| 442  | 511  | 631  | 840  | 1 107 | 1 259 | 1 382 | 1 402 | 1 504 |

| 2017  | 2022  | - | - | - | - | - | - | - |
| ----- | ----- | - | - | - | - | - | - | - |
| 1 604 | 1 840 | - | - | - | - | - | - | - |

### Enseignement

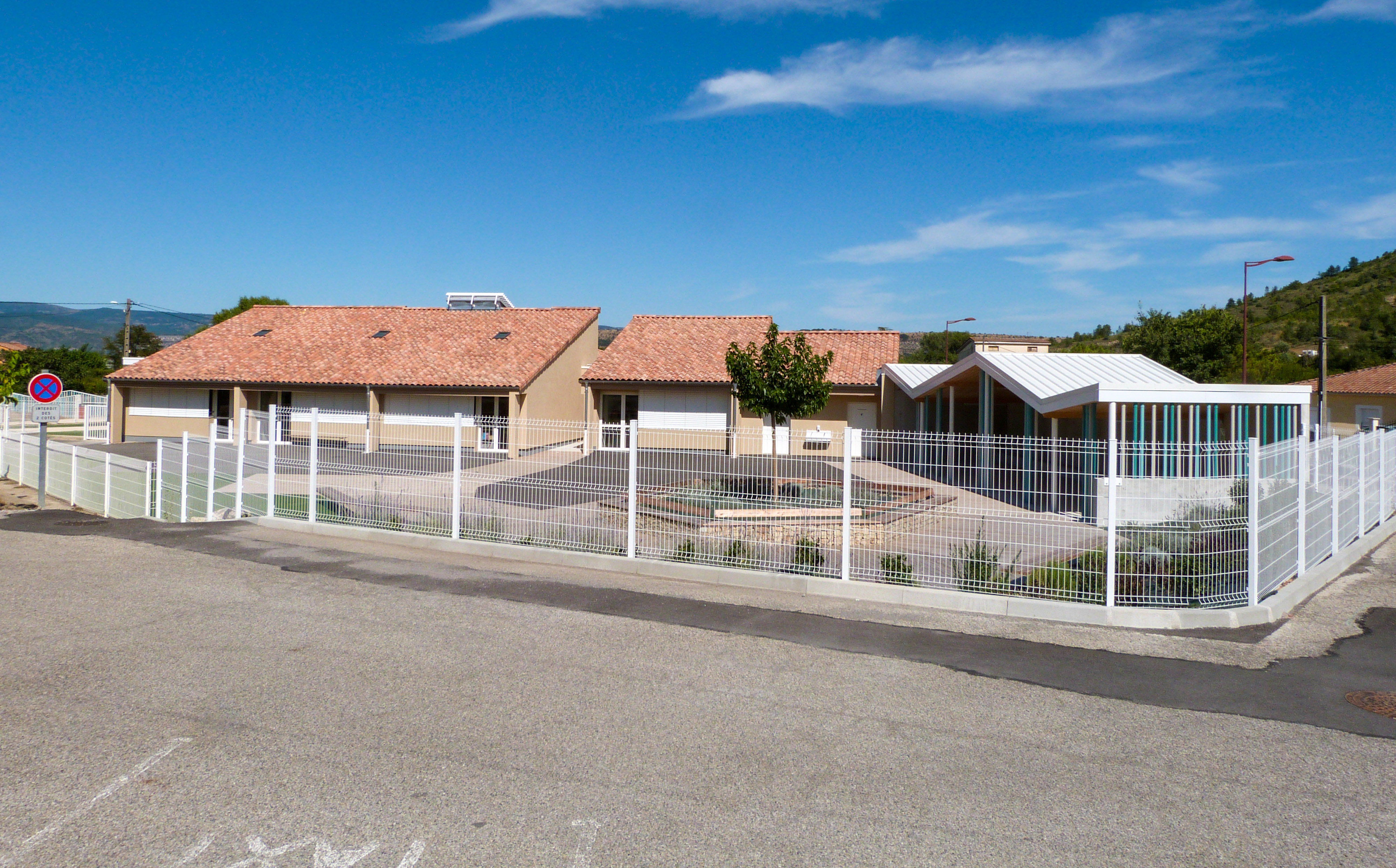
L'école du village en août 2023.

La commune est rattachée à l'académie de Grenoble.

### Médias
La commune est située dans la zone de distribution de deux organes de la presse écrite :
- L'Hebdo de l'Ardèche

Il s'agit d'un journal hebdomadaire français basé à Valence et couvrant l'actualité de tout le département de l'Ardèche.
- Le Dauphiné libéré

Il s'agit d'un journal quotidien de la presse écrite française régionale distribué dans la plupart des départements de l'ancienne région Rhône-Alpes, notamment l'Ardèche. La commune est située dans la zone d'édition de Privas, Aubenas et de la vallée du Rhône.

### Cultes
La communauté catholique et l'église de Lachapelle (propriété de la commune) sont rattachées à la paroisse Saint Benoît d’Aubenas qui est, elle-même rattachée au diocèse de Viviers.

## Économie

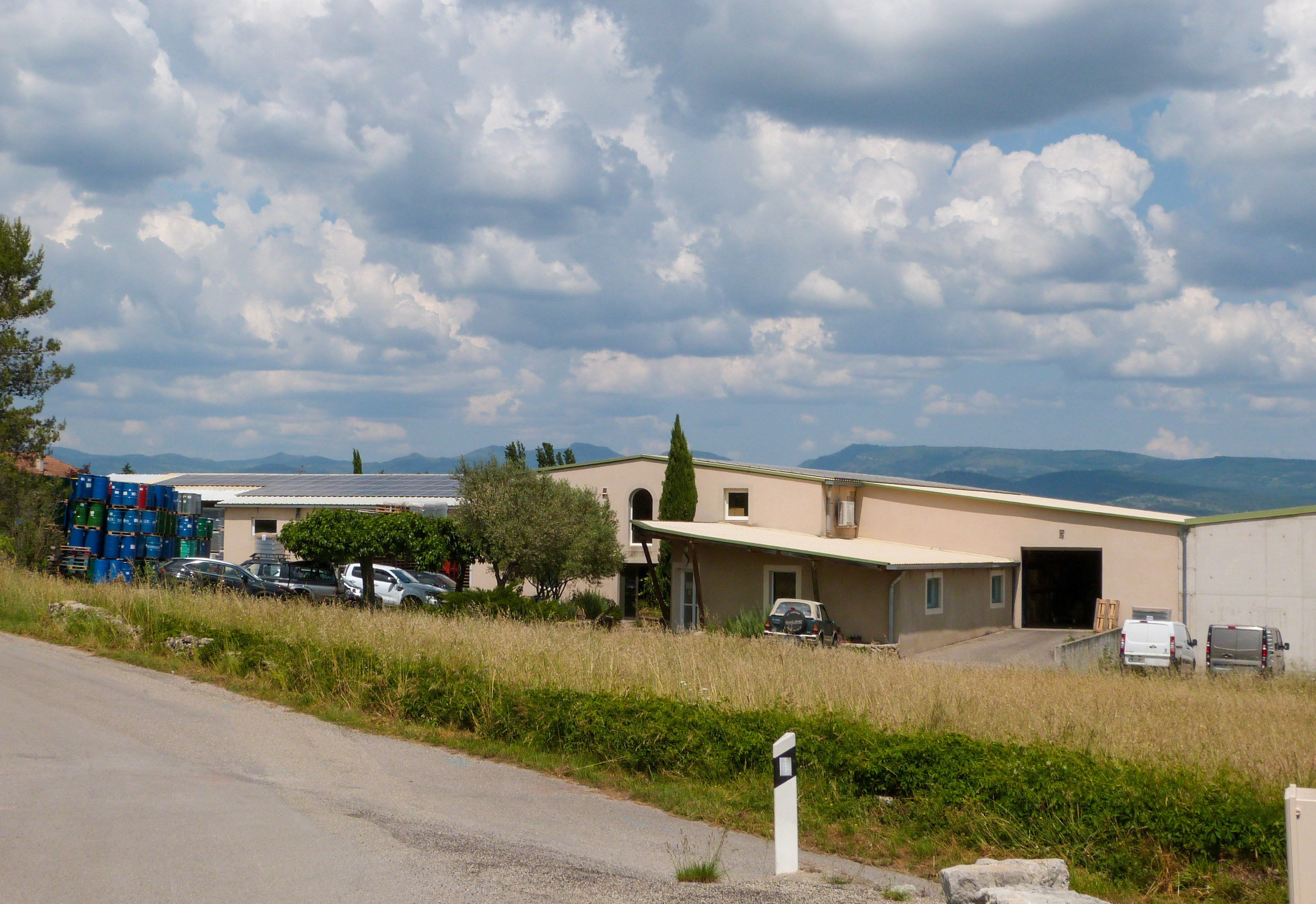
Entreprise agroalimentaire sur la commune.

Une entreprise agroalimentaire spécialisée dans la conservation de fruits est implantée sur la commune depuis 1988,.

## Culture et patrimoine

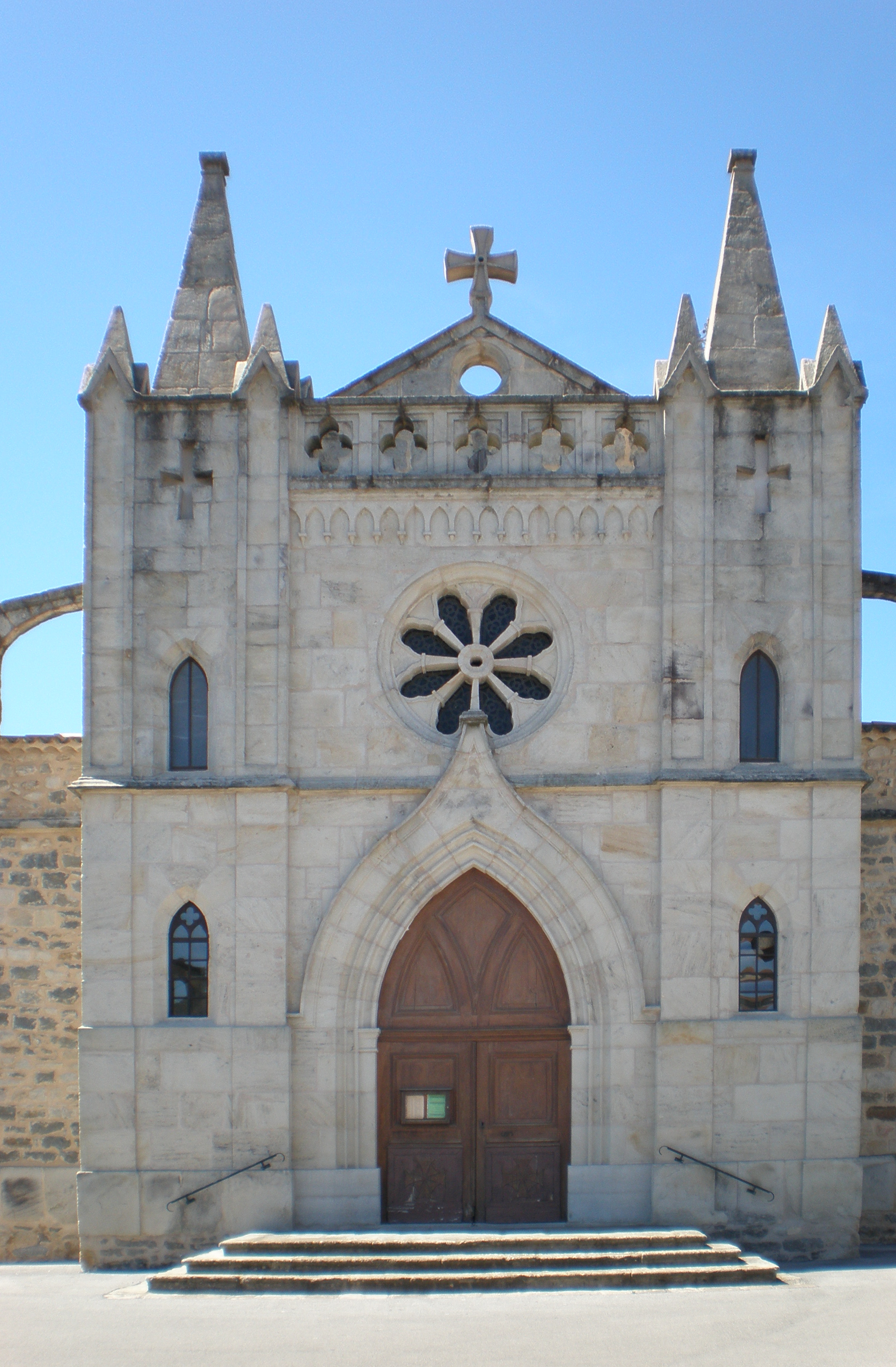
Église néo-gothique de Lachapelle-sous-Aubenas.

### Lieux et monuments
- Église de l'Assomption de Lachapelle-sous-Aubenas

### Héraldique
|  | Lachapelle-sous-Aubenas possède des armoiries dont l'origine et le blasonnement exact ne sont pas disponibles. |